# 光明山

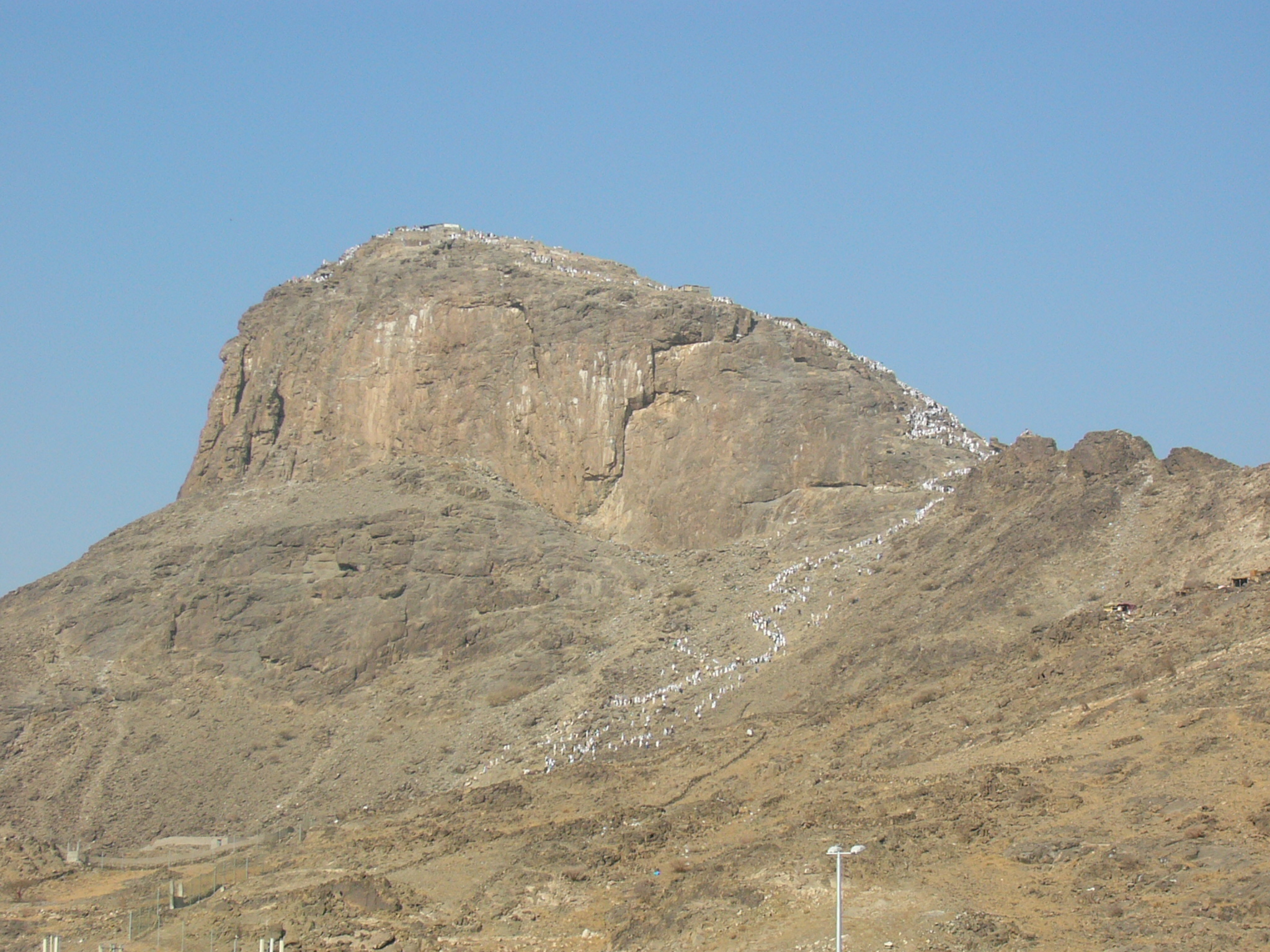
光明山

光明山 （阿拉伯語：‎）是沙烏地阿拉伯境內的一座山。穆罕默德第一次透過大天使吉卜利里領受真主啟示的地點就在這座山上面的希拉山洞裡。